# Gőzkatapult

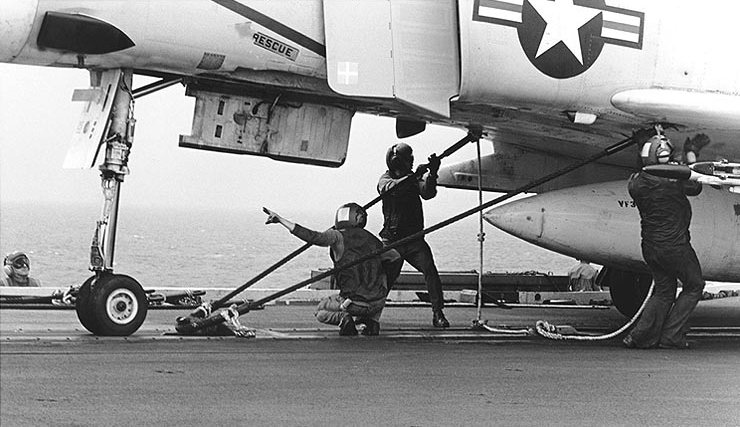
Amerikai F–4 Phantom II indítása előtti pillanatok; a repülőgép-hordozó személyzete a katapultáláshoz használt kötél feszességét ellenőrzi. 1974 októbere.

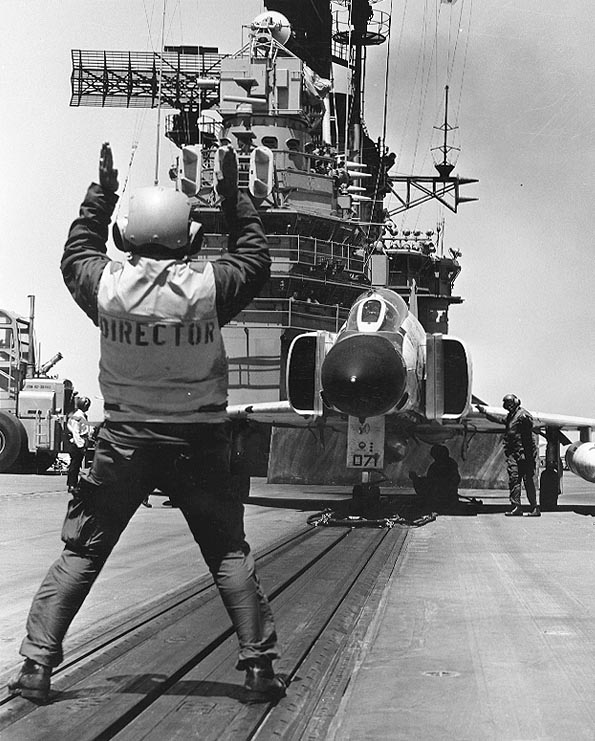
F–4 Phantom II indítása előtt

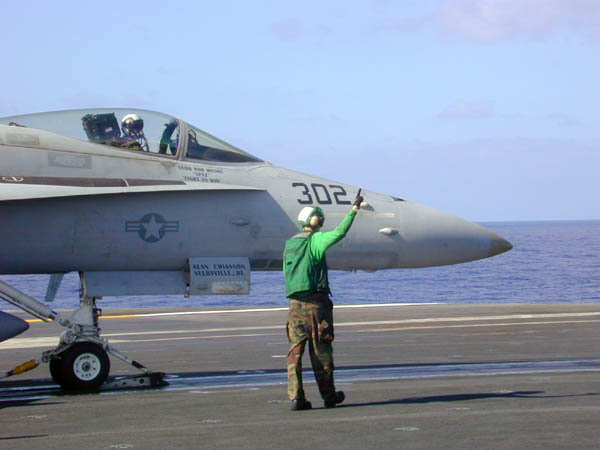
F/A–18 Hornet a katapulton, orrfutóját a korszerűbb, fémrudas rendszerrel rögzítették

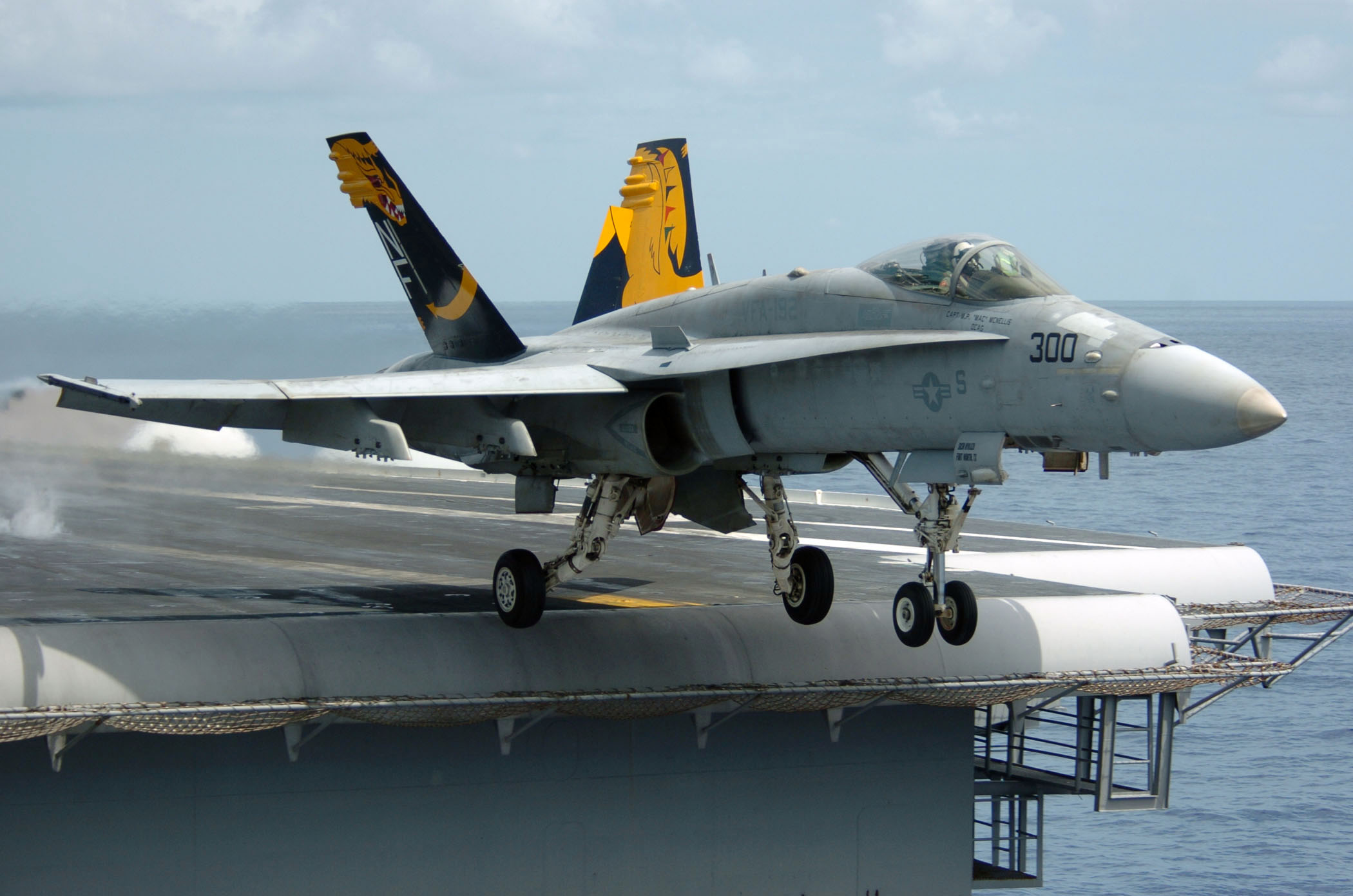
F/A–18 Hornet indítása utáni pillanat

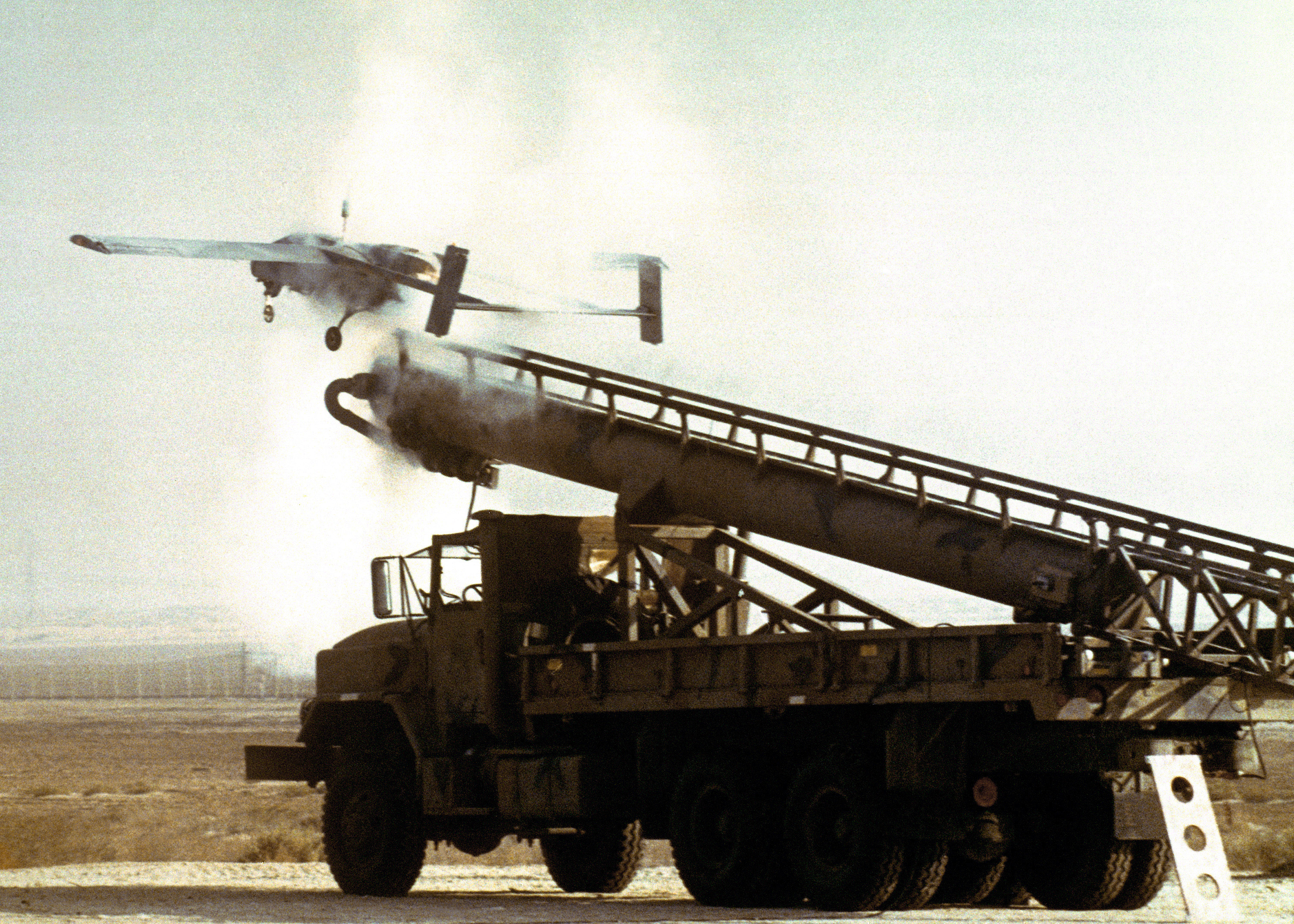
RQ–2 Pioneer pilóta nélküli repülőgép indítása gépjárműre épített katapult segítségével

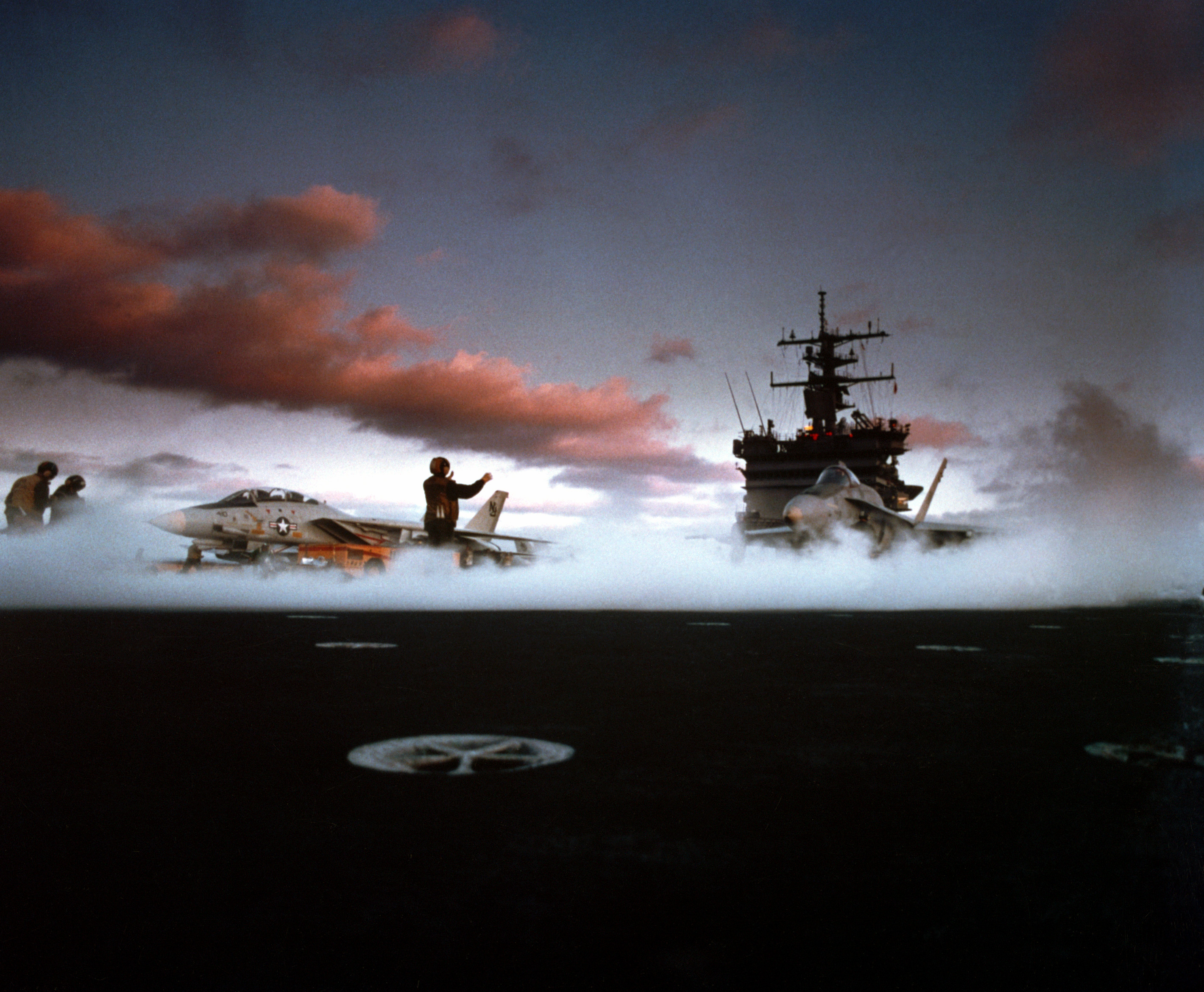
F–14 Tomcat és F/A–18 Hornet indításához készülnek, a katapultok sínjeiből a megelőző repülőgépek indításához használt gőz szivárog.

A gőzkatapult a repülőgépek felszállás előtti felgyorsítására használatos eszköz, melyet elsősorban repülőgép-hordozó hajókon használnak. A repülőgép alatti sínben egy dugattyú mozdul el, rendszerint nagynyomású gőz hatására, a régebbi rendszereknél egy drótkötéllel a repülőgép hasa alatti kampóval, az újabb repülőgépeknél egyszer használatos, kigyengített fémrúddal, mely nyomás hatására kettétörik, mely a repülőgép orrfutójához van rögzítve. A repülőgép felgyorsításához a repülőgép-hordozó gőzturbináját ellátó nagynyomású gőzt használják fel. A közeljövőben a katapultok meghajtását gőz helyett lineáris villanymotorral tervezik megvalósítani. 
Egyes repülőgép-hordozókon nem használnak katapultokat, például az orosz Kuznyecov-osztály (Admiral Kuznyecov, és a be nem fejezett Varjag), az angol, de több más ország haditengerészeti légierőjénél szolgálatban álló (India, Olaszország, Spanyolország, Thaiföld) Invincible-osztályú (HMS Invincible (R05), HMS Illustrius (R06) és HMS Ark Royal (R07) hajóin (melyeken a helyből felszállásra is képes Sea Harrier repülőgépek és H–3 Sea King helikopterek szolgálnak), és a spanyol Príncipe de Asturias (R–11) (melyen szintén Harrier vadászrepülőgépek és különböző helikopterek szolgálnak) a felszállását egy, a hajó elején a kifutópálya végére épített „síugró sánc” segíti. A Kuznyecov-osztálynál ez a sánc 20°-os szögben emelkedik, míg az Invincible-osztály kezdetben 7°-os emelkedését a későbbiekben 12°-osra változtatták (az osztály 3. hajója már eleve 12°-os sánccal épült).